# Rio Trapicheiros
Rio Trapicheiros (portugisiska: Rio Trapicheiro) är ett vattendrag i Brasilien.   Det ligger i delstaten Rio de Janeiro, i den sydöstra delen av landet, 900 km sydost om huvudstaden Brasília.
Runt Rio Trapicheiros är det i huvudsak tätbebyggt.